# 紫磷鐵錳礦
紫磷鐵錳礦（英語：Purpurite），又稱磷錳石，是一種含錳磷酸鹽礦物，化學式為MnPO4，其鐵含量因來源而異。 其顏色範圍從棕黑色到紫色再到深紅色。